# Ischnoptera gatunae
Ischnoptera gatunae är en kackerlacksart som beskrevs av Morgan Hebard 1920. Ischnoptera gatunae ingår i släktet Ischnoptera och familjen småkackerlackor.
Artens utbredningsområde är Panama. Inga underarter finns listade i Catalogue of Life.